# Bomba de difusão

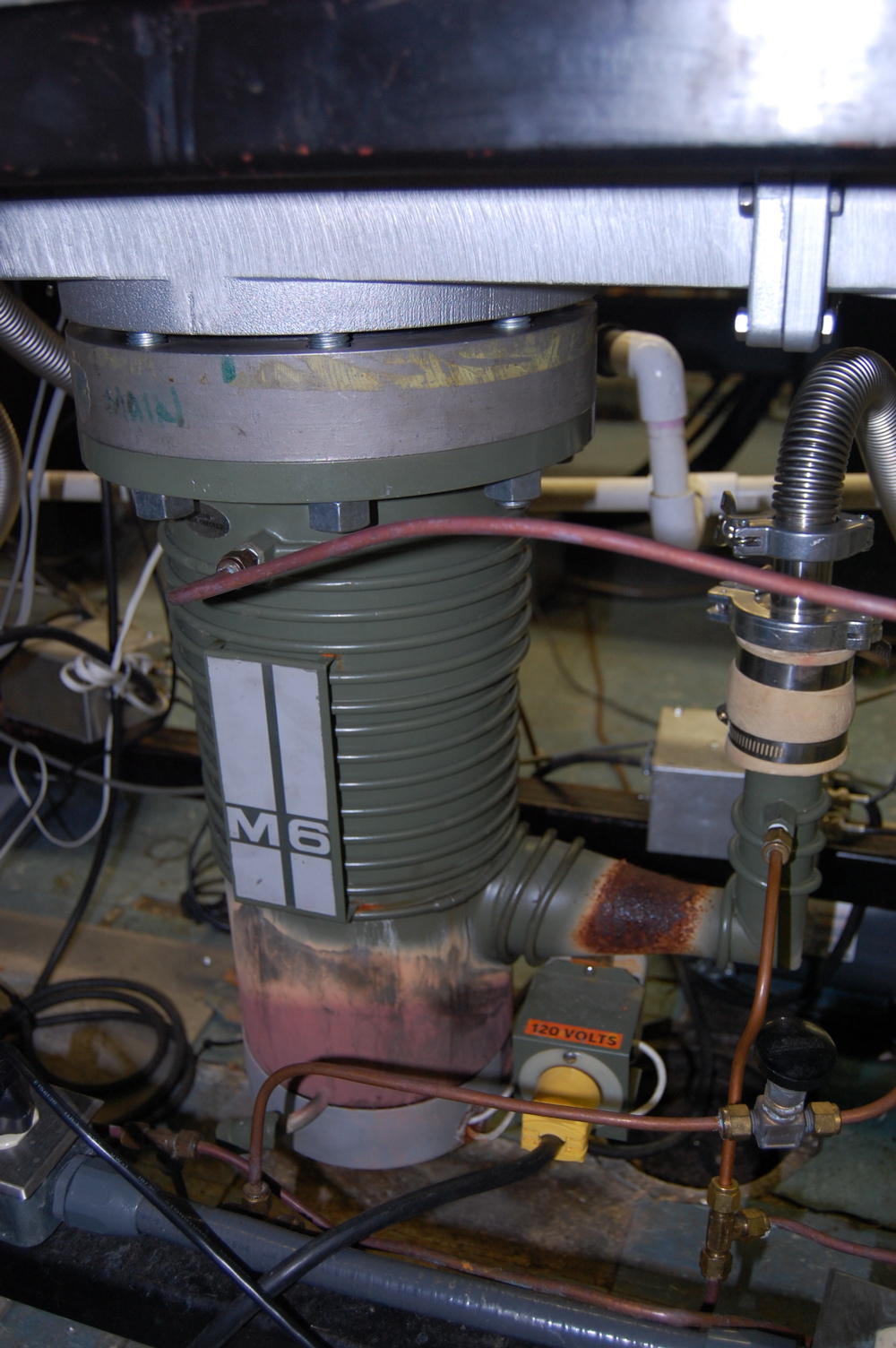
Bomba de difusão de seis polegadas (pouco mais de 15 cm).

Uma bombas de difusão usa um jato de vapor de alta velocidade para direcionar moléculas de gás na garganta da bomba para baixo e para fora pelo exaustor. Apresentada em 1915 por Wolfgang Gaede e usando vapor de mercúrio, foi o primeiro tipo de bomba de alto vácuo operando no regime de fluxo molecular livre, onde o movimento das moléculas do gás podem ser melhor entendidos como difusão que uma dinâmica de fluidos convencional. Gaede usou o nome bomba de difusão devido a seu projeto ser baseado na constatação de que o gás não pode difundir-se contra a corrente de vapor, mas o fará com ela para a exaustão. Entretanto, o princípio de operação pode ser mais precisamente descrito como bomba de jato de gás, dado que a difusão desempenha um papel também em outras bombas de alto vácuo. Em livros textos modernos, a bomba de difusão é categorizada como uma bomba de transferência de momento. A bomba de difusão é largamente usada tanto em aplicações industriais como em pesquisa. Bombas de difusão mais modernas usam óleo de silicone como fluido de trabalho. Cecil Reginald Burch descobriu a possibilidade de usar-se óleo de silicone em 1928.

## Bombas de difusão a óleo
A bomba de difusão a óleo é operada com um óleo de baixa pressão de vapor. Seu propósito é obter alto vácuo (mais baixa pressão) que é possível pelo uso de bombas de deslocamento positivo isoladas. Embora a sua utilização tenha sido associada principalmente dentro da faixa de alto vácuo (abaixo de 10−9 mbar), bombas de difusão hoje pode produzir presões se aproximando de 10−10 mbar quando usadas adequadamente com modernos fluidos e acessórios. As características que fazem a bomba de difusão atrativa para o uso para alto e ultravácuo são sua alta velocidade de bombeamento para todos os gases e de baixo custo por unidade de velocidade de bombeamento quando comparada com outros tipos de bomba usados no mesmo intervalo de vácuo. Bombas de difusão não podem ser descartadas diretamente na atmosfera, portanto, um bombeamento mecânica posterior é normalmente usado para manter uma pressão de saída em torno de 0,1 mbar.

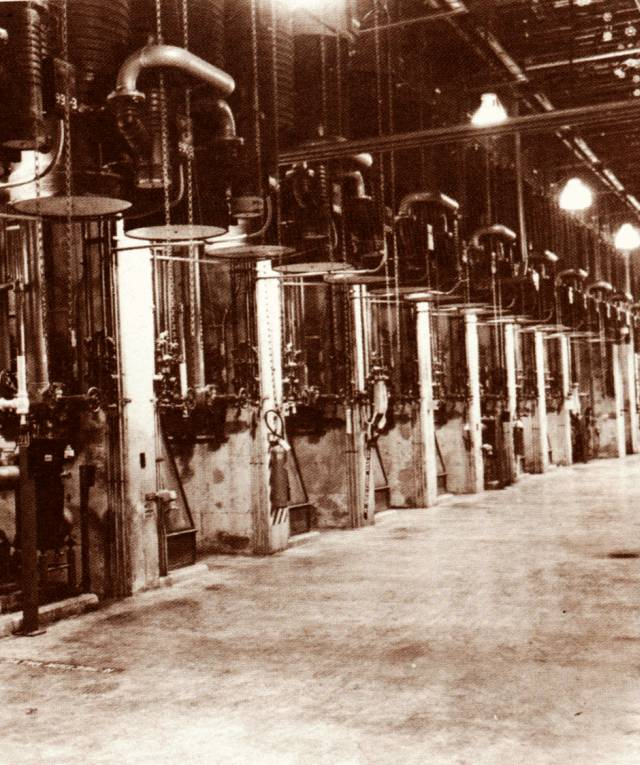
Bombas de difusão usadas nos espectrômetros de massa Calutron durante o Projeto Manhattan.